# Karl Meitinger
Karl Meitinger (* 11. Februar 1882 in München; † 2. März 1970 ebenda) war ein deutscher Architekt und Baubeamter, der als Stadtbaurat bis 1947 in München wirkte.

## Leben
Meitinger studierte an der Technischen Hochschule München und der Technischen Hochschule Charlottenburg. Er wurde 1901/02 Mitglied der Münchener Burschenschaft Stauffia. Nach dem Studium war er zunächst bei der Bauunternehmung Stöhr tätig. 1910 begann seine Laufbahn in der Münchener Stadtverwaltung. 1927 kam sein Sohn Otto auf die Welt, der später auch erfolgreich als Architekt sowie als Denkmalpfleger und als Präsident der Technischen Universität München wirkte. Ab 1928 war er städtischer Oberbaurat unter dem damaligen Stadtbaurat Fritz Beblo, 1936 Leiter der Abteilung Hochbau, bis er dann 1938 als Nachfolger von Hermann Reinhard Alker selbst das Amt des Stadtbaurats erhielt. Karl Meitingers berufliche Laufbahn ist ein typisches Beispiel für die Kontinuität der Stadtplanung im Nationalsozialismus und in der Aufbauzeit, denn nach Kriegsende wurde er von den Amerikanern erneut von 1945 bis 1946 als Stadtbaurat mit Zuständigkeit für den Hoch-, Tiefbau und Stadtplanung eingesetzt. Kurz vor Einmarsch der Amerikaner verhinderte Meitinger die angeordnete Sprengung der Isarbrücken.

Meitinger hatte bereits am 9. August und 22. November 1945 „Vorschläge zum Wiederaufbau“ vorgestellt, die als Meitinger-Plan in der Öffentlichkeit diskutiert wurden, und verfasste mit seiner Schrift „Das neue München“ im Jahr 1946 den Leitfaden für den Wiederaufbau der zerstörten Großstadt. Sein Plan, der ebenfalls nahe an den Vorstellungen des damaligen Oberbürgermeisters Karl Scharnagl lagen, zielte auf das „Wiederauferstehen“ des alten Münchens. Insbesondere um die Touristen, bereits damals eine zentrale Einnahmequelle der Stadt, wieder anzulocken, sollte die Stadt möglichst wiederaufgebaut werden: „München wird eines Tages wieder Brennpunkt für den neuen Fremdenverkehr sein, und sein alter Ruf als deutsche Kunststadt wird neu erblühen.“ Rekonstruktionen sollten jedoch nur dort durchgeführt werden, wo noch genügend historische Bausubstanz vorhanden geblieben war, ansonsten wollte er die Gebäude „im Sinne der Altstadt“ frei gestalten. Aber obwohl das „Bild der Altstadt“ wieder neu entstehen sollte, wurde auf die neuen Bedürfnisse des Automobilverkehrs Rücksicht genommen, so dass zum Beispiel der Marienplatz in Meitingers Plänen von einer Hauptverkehrsader durchzogen werden sollte. Auch einen 50 bis 70 Meter breiten Altstadtring sah Meitinger zur Entlastung des Stadtverkehrs vor. Außerdem sprach er sich für die Errichtung von Fußgängerzonen ein, die in München erst zur Olympischen Sommerspielen 1972 Wirklichkeit werden sollten. Der Meitinger-Plan wurde insbesondere von den Vertretern der modernen Architektur im Sinne der Moderne der 1920er Jahre scharf kritisiert, die das „Wiederauferstehen“ des alten Münchens ablehnten.
Sein Nachfolger als Stadtbaurat war 1947 Hermann Leitenstorfer. Sein Sohn Otto Meitinger (1927 bis 2017) war verantwortlich für den Wiederaufbau der im Zweiten Weltkrieg fast vollständig zerstörten Münchner Residenz und von 1987 bis 1995 Präsident der Technischen Universität München. Dieser gründete mit seiner Schwester, der Kinderärztin Charlotte Meitinger (1921–2012), die Meitinger Stiftung.

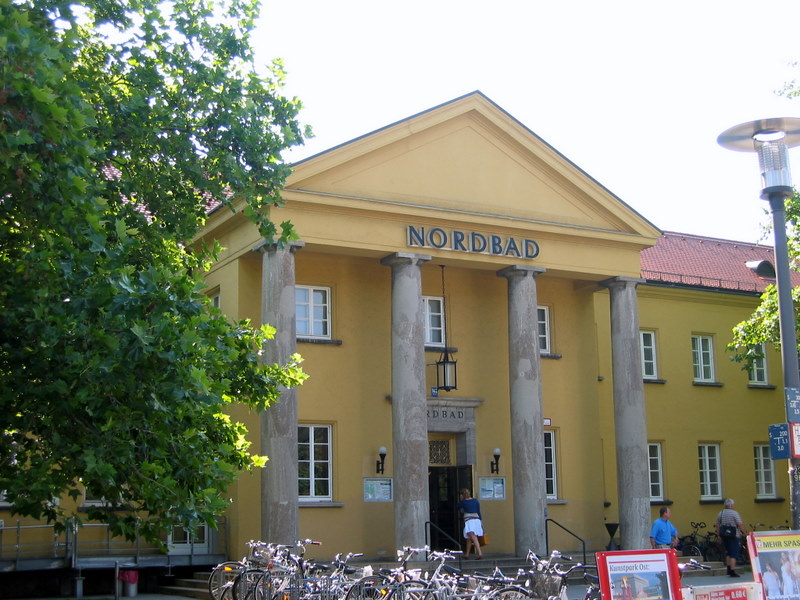
Münchner Nordbad

1970 verstarb Karl Meitinger und wurde im Münchener Westfriedhof beigesetzt.

## Werk
Karl Meitinger hat als Architekt mehrere Schwimmbäder in München entworfen, unter anderem das Frauenfreibad in den Isarauen, das Georgenschwaigbad, das Städtische Männerfreibad an der Schyrenstraße sowie als bekanntestes das Nordbad, damals als erstes von fünf Münchener Bezirksbäder geplant.

### Bauten in München (Auswahl)
- 1925–1926: Polytechnikum

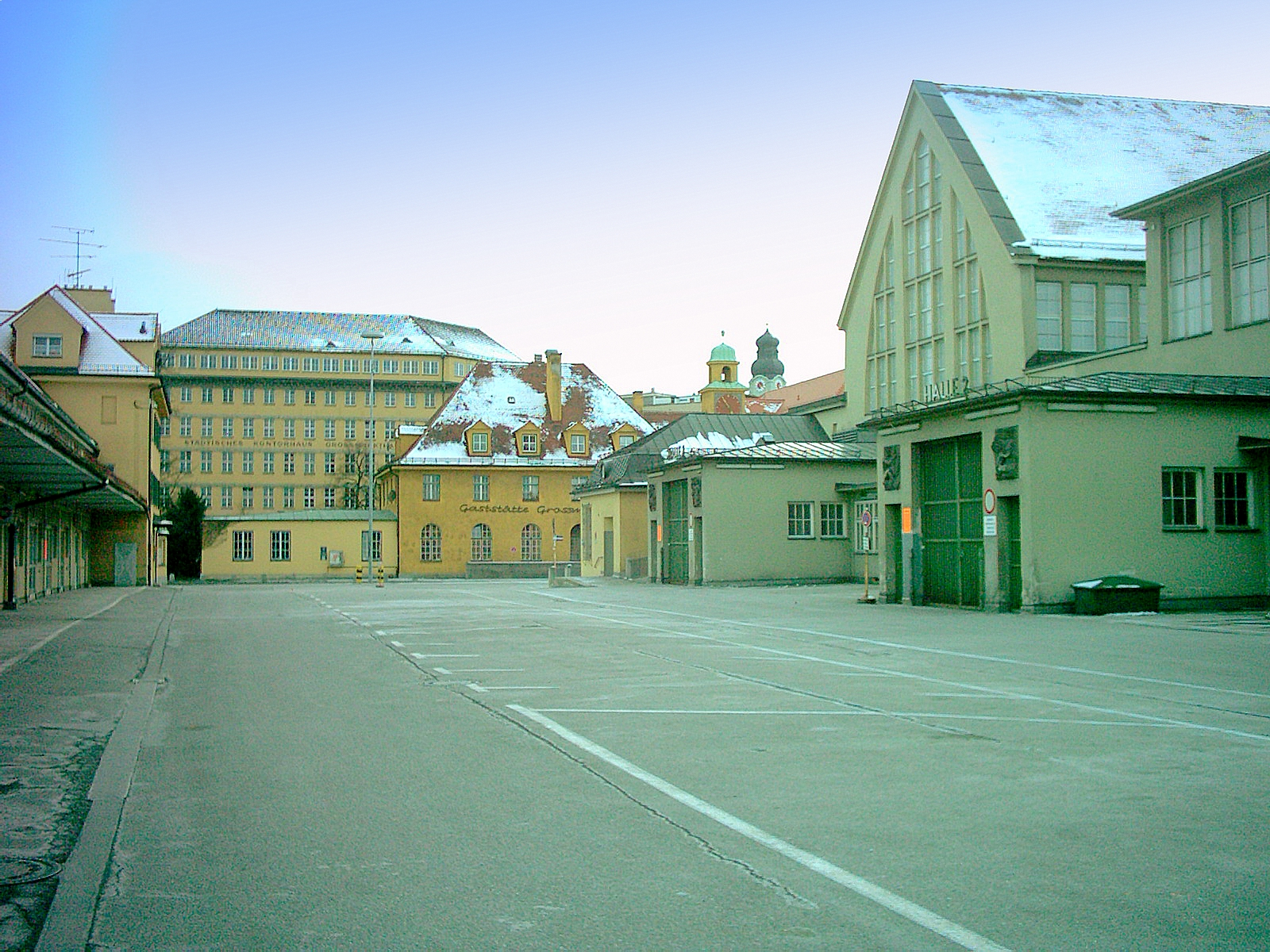
Großmarkthallen München, im Hintergrund das Kontorhaus 1

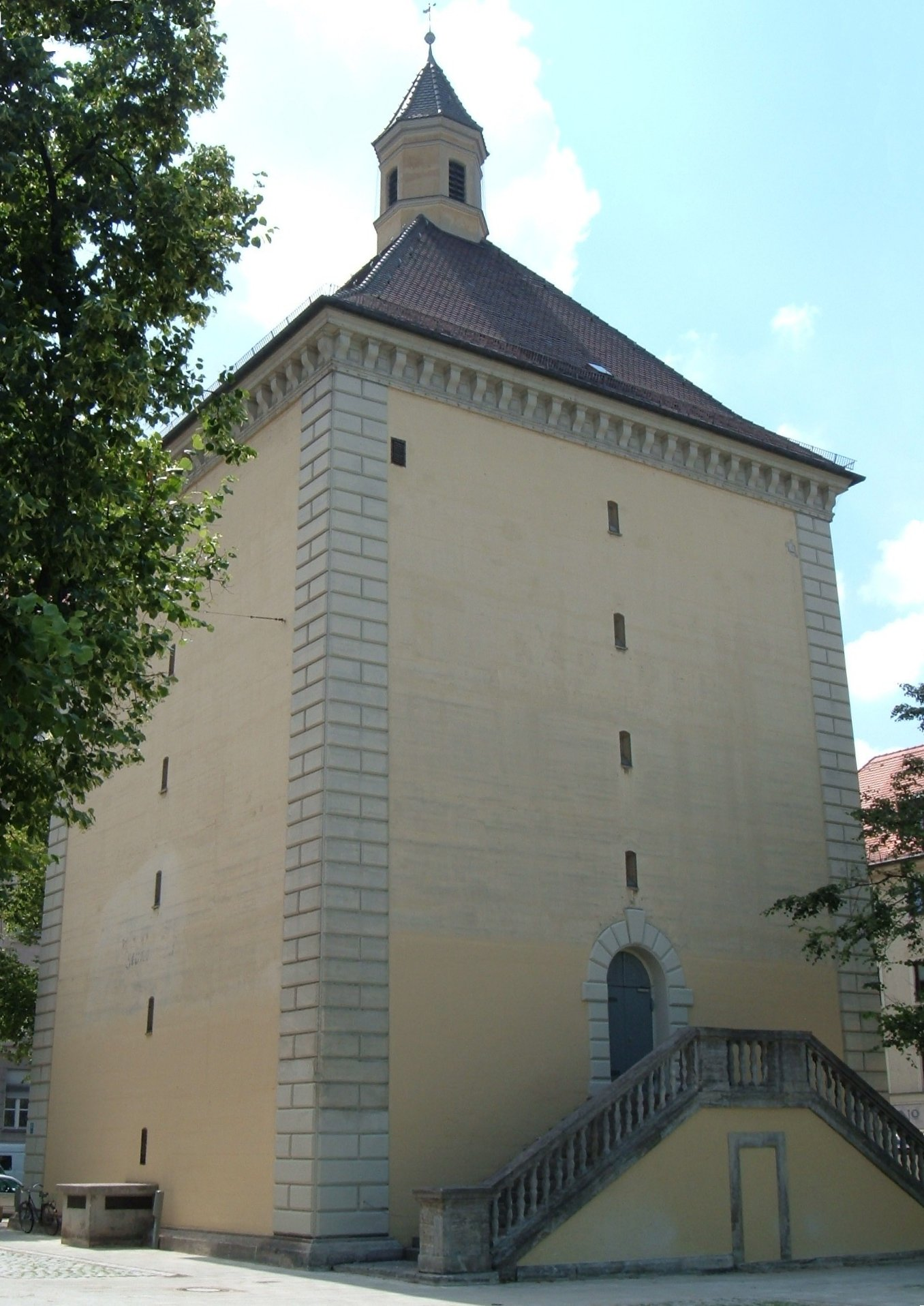
Hochbunker in der Blumenstraße

- 1926–1927: Kontorhaus 1 der Großmarkthalle München
- 1926–1928: Dantebad und Stadion der Jugend an der Dantestraße (zusammen mit Heinrich Bergthold)
- 1930–1934: Straßenbahnbetriebshof 3 an der Westendstraße (2008 zum Teil abgerissen)
- 1932–1933: Reichskleinsiedlung am Perlacher Forst
- 1933–1935: Siedlung am Hart mit 338 Kleinstwohnungen
- 1934: Georgenschwaigbad am Riesenfeld (zusammen mit Fritz Beblo)
- 1934: Erweiterung des Schlacht- und Viehhofs an der Zenettistraße
- 1936: Städtisches Männerfreibad in der Schyrenstraße (zusammen mit Fritz Beblo) – „Schyrenbad“
- 1936–1941: Städtisches Nordbad in München (zusammen mit Philipp Zametzer)
- 1937: Frauenfreibad in den Isarauen
- 1938: Wohnblockanlage für Minderbemittelte in Milbertshofen
- 1938–1942: Altersheim Schwabing an der Rümannstraße
- 1939–1940: Erweiterung des Krankenhauses rechts der Isar um eine gynäkologische Klinik
- 1941: Hochbunker in der Blumenstraße
- 1941: Hochbunker an der Boschetsrieder Straße („Luftschutzturm Nr. 36“)
- 1941: Hochbunker Lerchenauer Straße
- 1941: Hochbunker Riesenfeldstraße
- 1941: Hochbunker Sonnwendjochstraße
- 1941: Hochbunker Anhalter Platz
- 1942: Hochbunker Schleißheimer Straße

### Schriften
- Das neue München. Vorschläge zum Wiederaufbau. Münchner Graphische Kunstanstalten, München 1946. Nachdruck durch das Bayerische Landesamt für Denkmalpflege 2014, ISBN 978-3-86222-162-2